# 미콜라 멜니크
미콜라 미콜라요비치 멜니크(우크라이나어: Микола Миколайович Мельник, 1953년 12월 17일 ~ 2013년 6월 26일), 줄여서 미콜라 멜니크는 소비에트 연방과 우크라이나의 비행사였다. 체르노빌 원자력 발전소에서 폭발 직후, 발전소의 불을 진화하기 위해 공중 소화 파일럿으로 투입되었다.
체르노빌 원자력 발전소 사고를 진화하여 소비에트 연방영웅 칭호를 받고, 레닌 훈장과 이고르 I. 시코르스키 인도주의 봉사상을 수여받았다.

## 생애 초기
멜니크는 1953년 12월 17일에 소비에트 연방, 우크라이나 소비에트 사회주의 공화국, 키예프주, Stavyshche에서 태어나 그곳에서 자랐다. 학교를 졸업하고 그는 스포츠 코치로 잠시 활동하다 전화국 기술자로 일했다. 이후 건설 관련 일을 하기 위해 자포리자로 이사했고, 그러다가 소련군에서 1972년부터 1974년까지 복무했다.

## 비행사 경력
멜니크는 1979년에 크레멘추크에 있는 민간 조종사 학교(KLUGA)를 졸업하고 여러 도시에서 헬리콥터 조종사로 일했다. 나중에 "Kremenchuk Mykhailo Ostrohradskyi National University"와 레닌그라드에 위치한 민간 항공 학원에서 비행사 교육을 더 받았다. 1984년에는 특수 시험 조종사 학교를 졸업하고 페오도시야에 있는 카모프 회사에서 일했다.

## 체르노빌 원자력 발전소 사고
1986년 4월에 체르노빌 원자력 발전소에서 사고가 일어나자 멜니크는 공중에서 불을 진화하라는 지시를 받았다. 이는 치명적일 정도로 많은 방사선 때문에 옥상에서 불을 진화할 수 없었고, 헬리콥터는 건물 위에서 진화재를 뿌리고 바로 나갈 수 있었기 때문이다.
멜니크는 1986년 6월 19일에 "바늘 작전"이라는 건물 위 18미터까지 급강하하여 방사선 탐사선을 설치하는 어려운 임무를 맡았다. 이 작업은 방사선 탐사선을 정확한 위치에 떨어뜨려야 하기 때문에 매우 어려울 것으로 예상되었다. 원자력 발전소에 가기 전 모스크바에서 훈련을 성공적으로 마치자 참관인들에게 찬사를 받았다. 그러나, 멜니크는 키예프에 가지 전까지 임무의 목적을 정확히 알지 못했다. 원자력 발전소에서 작전대로 임무를 수행했고, 첫 번째와 두 번째 시도에서 실패했다. 이후 세 번째 시도에서 작전을 성공시켰다.
멜니크는 경험이 풍부한 헬기 조종사로 분류되어 46번 진화 시도를 하였고, 총 52시간 동안 비행하였다. 우크라이나 국립 체르노빌 박물관의 추모록에는 멜니크가 1986년 9월 9일까지 진화 작업에 참여했다고 쓰여 있다. 1994년에 멜리크는 방사선과 관련된 건강 문제로 수술을 두 번 받았다.

## 체르노빌 원자력 발전소 사고 이후와 사망
체르노빌 원자력 발전소 사고 이후, 멜니크는 1992년까지 이전부터 다니던 페오도시야에 있는 카오프 회사에서 일했다. 소련이 붕괴되고 멜니크는 키예프에 화물 항공사를 세웠는데, 얼마 후 이 회사는 DHL과 UPS의 하청업체가 되어 안토노프 An-24와 카모프 헬리콥터를 운영하게 되었다. 그러나, 헬리콥터 산업의 수요 하락으로 그는 실망하게 되었다.
1995년에, 스페인의 항공사 Helicópteros del Sureste는 소련산 헬리콥터를 구매하기 위해 멜리크와 접촉했고, 멜리크는 스페인 알리칸테로 이주하여 Helicópteros del Sureste와 계약을 맺었다. 알리칸테에서 멜리크는 25명 이상의 비행사를 훈련시키고 종종 공중 소화에도 참여했다. 2006년까지 멜리크는 13,400km를 비행기로 이동했다.
우크라이나의 지역 신문에 따르면 멜리크는 2013년 7월 26일에 스페인 알리칸테에서 사망했다.